# Vid Kidz
Vid Kidz était un studio de développement de jeux vidéo fondé en février 1981 à Chicago aux États-Unis par Eugene Jarvis et Larry DeMar.

## Description
Eugene Jarvis et Larry DeMar sont des programmeurs en informatique, employés chez Williams Electronics, qui ont développé le succès de 1980 Defender pour l'entreprise Williams Electronics.
À la suite de cette réussite et après leur départ de Williams Electronics, les deux programmeurs se sont associés pour créer un studio de développement de jeux vidéo nommé Vid Kidz.
Vid Kids a créé quelques jeux notamment pour Williams Electronics qui les édite. Le studio a également participé au développement de quelques flippers Williams dont l'énorme succès High Speed.
L'activité du studio disparait dès la fin des années 1980, Eugene Jarvis développe NARC chez et pour Williams Electronics dès 1988.

## Liste de jeux

### Arcade
- Stargate (1981)
- Robotron: 2084 (1982) - Arcade - Williams
- Blaster(1983) - Arcade - Williams

### Console
- Blaster (1984, Atari 5200/Atari 8 Bit prototype[5])

### Flippers
- Space Shuttle (1984)
- High Speed (1986)
- F-14 Tomcat (1987)